# 대한민국 형법 제313조
대한민국 형법 제313조는 업무방해에 대한 형법각칙의 조문이다.

## 조문
제313조(신용훼손) 허위의 사실을 유포하거나 기타 위계로써 사람의 신용을 훼손한 자는 5년 이하의 징역 또는 1천500만원 이하의 벌금에 처한다. <개정 1995.12.29>

 第313條(信用毁損) 虛僞의 事實을 流布하거나 其他 僞計로써 사람의 信用을 毁損한 者는 5年 以下의 懲役 또는 1千500萬원 以下의 罰金에 處한다. <改正 1995.12.29.>

## 판례
- 업무방해죄는 추상적 위험범이므로 업무방해의 결과가 실제로 발생함을 요하는 것은 아니고 업무가 방해될 우려가 있는 상태가 발생하면 족하다[1]

## 같이 보기
- 업무방해죄